# Ruth Firmenich
Ruth Firmenich, née le 24 août 1964 à Cologne (RFA), est une femme politique allemande. Membre de l'Alliance Sahra Wagenknecht - Pour la raison et la justice (BSW), elle est élue députée européenne le 9 juin 2024.

## Biographie
Elle étudie les sciences politiques, la civilisation américaine et la germanistique à l'université de Bonn de 1988 à 1998.
De 1995 à 1998, elle travaille pour le parlementaire Steffen Tippach (de) et, de 1998 à 2000, pour Fred Gebhardt (de). De 2000 à 2002, elle travaille sur les droits de l'homme pour le Parti du socialisme démocratique. Par la suite, de 2003 à 2004, elle travaille pour la députée européenne Feleknas Uca. 
Elle travaille pour Sahra Wagenknecht depuis 2004, d'abord comme assistante de recherche puis, à partir de 2009, comme chef de son bureau du Bundestag à Berlin.
Aux élections européennes de 2009 et 2014, elle se présente sans succès comme candidate du parti Die Linke. En 2024, elle quitte ce parti et devient membre fondateur de l'Alliance Sahra Wagenknecht - Pour la raison et la justice (BSW).
Candidate sur la liste du BSW pour les élections européennes de 2024, elle est élue députée européenne le 9 juin 2024.